# Arbeitsgericht Osterode (Ostpreußen)
Das Arbeitsgericht Osterode war ein preußisches Arbeitsgericht mit Sitz in Osterode.

## Geschichte
Gemäß Arbeitsgerichtsgesetz vom 23. Dezember 1926 wurden in Deutschland Arbeitsgerichte gebildet. Diese waren nur in der ersten Instanz unabhängig, die Landesarbeitsgerichte waren den Landgerichten zugeordnet. Am Landgericht Königsberg entstand so 1927 das Landesarbeitsgericht Königsberg als einziges Landesarbeitsgericht im Bezirk des Oberlandesgerichtes Königsberg. In Osterode entstand das Arbeitsgericht Osterode. Sein Sprengel umfasste die Bezirke der Amtsgerichte Gilgenburg, Hohenstein und Osterode i. Ostpr. Es bestand eine gemeinsame Kammer für Arbeiter und Angestellte. Die zuständige Kammer für Handwerk befand sich beim Arbeitsgericht Allenstein.
1945 wurde der Arbeitsgerichtsbezirk unter polnische Verwaltung gestellt und die deutschen Einwohner wurden vertrieben. Damit endete auch die Geschichte des Arbeitsgerichts Osterode.